# Syzygium anomalum
Syzygium anomalum là một loài thực vật có hoa trong Họ Đào kim nương. Loài này được Lauterb. miêu tả khoa học đầu tiên năm 1912.